# Jaja (Russland)
Jaja (russisch Яя) ist eine Siedlung städtischen Typs in der Oblast Kemerowo (Russland) mit 11.688 Einwohnern (Stand 14. Oktober 2010).

## Geographie
Die Siedlung liegt am nördlichen Rand der Ausläufer des Kusnezker Alatau knapp 100 Kilometer (Luftlinie) nördlich der Oblasthauptstadt Kemerowo am gleichnamigen Fluss Jaja, einem Nebenfluss des Tschulym.
Jaja ist Verwaltungszentrum des gleichnamigen Rajons Jaja (Jaiski).

## Geschichte
Die Geschichte der Siedlung beginnt am Ende des 19. Jahrhunderts mit dem Bau der Transsibirischen Eisenbahn. Bei der Querung des Flusses Jaja durch die Bahnstrecke unterhalb der Einmündung des rechten Nebenflusses Solotoi Kitat („Goldener Kitat“) entstand eine Station mit zugehöriger Siedlung namens Scharkowka, benannt nach dem ersten Siedler und Goldsucher in diesem Gebiet Scharkow; als Gründungsjahr gilt 1897.
1934 erhielt der Ort den Status einer Siedlung städtischen Typs unter dem heutigen Namen nach dem Fluss.

### Bevölkerungsentwicklung
| Jahr | Einwohner |
| ---- | --------- |
| 1939 | 10.656    |
| 1959 | 17.572    |
| 1970 | 15.309    |
| 1979 | 14.519    |
| 1989 | 14.280    |
| 2002 | 13.575    |
| 2010 | 11.688    |

Anmerkung: Volkszählungsdaten

## Wirtschaft und Infrastruktur
In Jaja gibt es Betriebe der Forst- und Baustoffwirtschaft sowie der Lebensmittelindustrie. Die Siedlung ist von einem Landwirtschaftsgebiet umgeben.
Jaja liegt an der Transsibirischen Eisenbahn (Streckenkilometer 3624 ab Moskau). Durch die Siedlung führt die Regionalstraße von Kemerowo über Anschero-Sudschensk zur Regionalstraße R400 Tomsk–Mariinsk, die etwa 20 Kilometer nordöstlich an Jaja vorbeiführt. In südöstlicher Richtung besteht Anschluss an die Fernstraße M53.